# Stazione di Colonna (SFV)
Stazione di Colonna 1984-ben bezárt vasútállomás Olaszországban, San Cesareo településen.

## Vasútvonalak
Az állomást az alábbi vasútvonalak érintették:
- Róma–Fiuggi-vasútvonal

## Kapcsolódó állomások
A vasútállomáshoz az alábbi állomások vannak a legközelebb:
- Stazione di Laghetto